# I Think of You (album)
I Think of You – album studyjny amerykańskiego wykonawcy Perry’ego Como wydany w czerwcu 1971 roku przez wytwórnię RCA Victor. Jest dwudziestym albumem piosenkarza wydanym w formacie 12-calowej płyty długogrającej LP. Był nagrywany 14 stycznia, 10 lutego oraz 26, 27, 29 i 30 kwietnia 1971 roku w RCA Studio w Nowym Jorku.

## Lista utworów

### Strona pierwsza
1. „Me and You and a Dog Named Boo”
2. „If”
3. „Yesterday I Heard the Rain”
4. „Dream Baby”
5. „Where Do I Begin”
6. „I Think of You”

### Strona druga
1. „Someone Who Cares”
2. „For All We Know”
3. „Put Your Hand In The Hand”
4. „My Days of Loving You”
5. „Bridge Over Troubled Water”